# 廷博鎮區 (阿肯色州斯通縣)
廷博鎮區（英語：Timbo Township）是位於美國阿肯色州斯通縣的一個行政鎮區。

## 地方資料
廷博鎮區的面積為31.16平方千米，當中陸地面積為31.14平方千米，而水域面積為0.02平方千米。根據2010年美國人口普查的數據，當地共有人口233人，而人口密度為每平方千米7.48人。